# Funningur

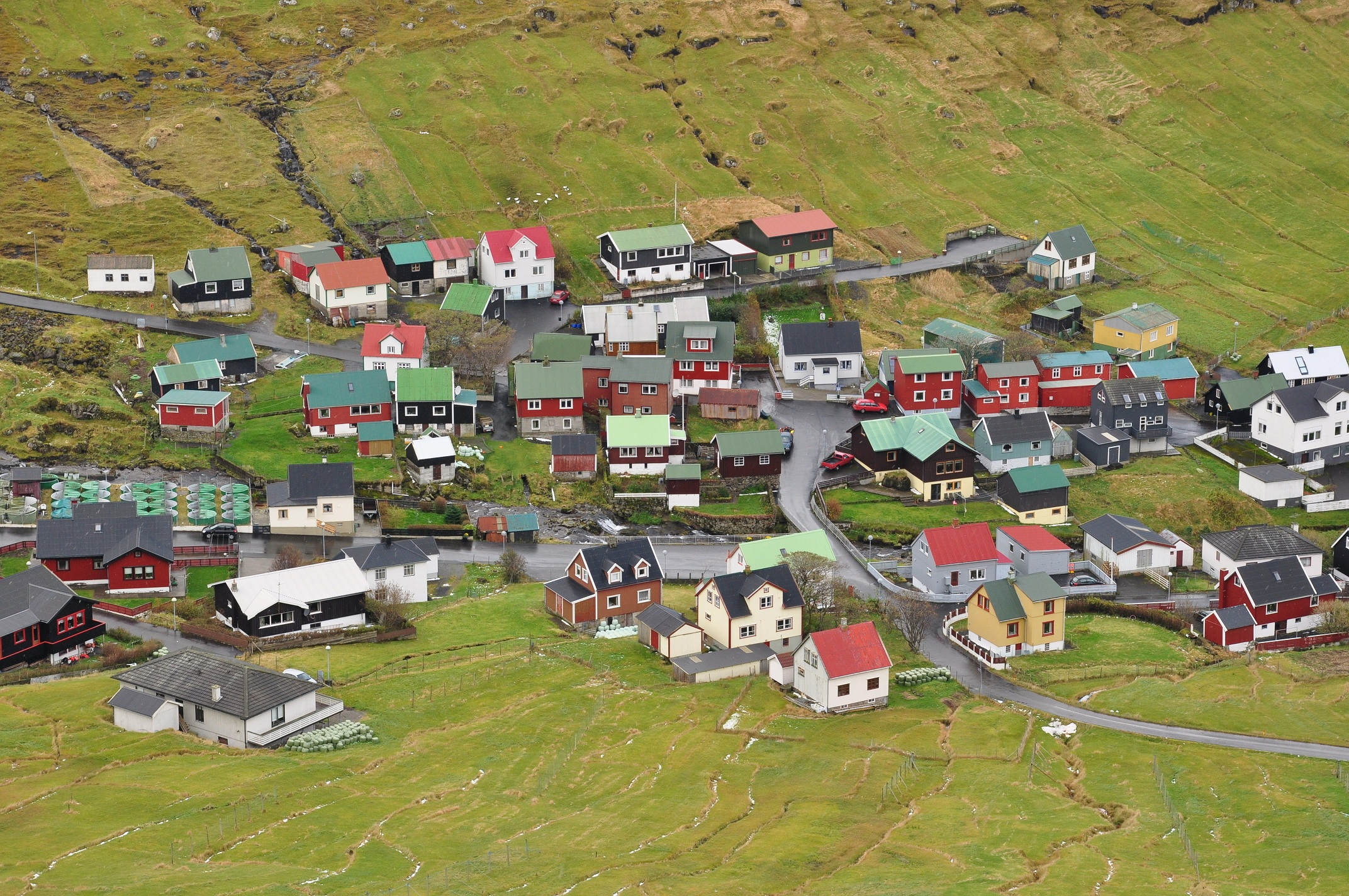
Funningur

Funningur este un oraș din Insulele Faroe.